# Thingspiel
Die Thingspiele des Dritten Reiches sollten ein völkisches Theater begründen. Der Literaturwissenschaftler Peter Nusser bezeichnet sie als eine „genuin faschistische Theaterform“, da sie auf die Manipulation der Massen abzielte. Thingspiele wollten das Publikum formal und emotional in das dramatische Geschehen einbeziehen. Sie hatten eine kurze Blütezeit von etwa 1930 bis 1936. Der Begriff Thingspiel geht auf den Kölner Theaterwissenschaftler Carl Niessen zurück.
Ein Thingspiel sollte Festspiel und Kundgebung in einem sein. Die Bezeichnung „Thing“ wurde von der Jugendbewegung übernommen; einige Jugendbünde (Pfadfinder, Quickborn und andere) hatten ihre Versammlungen so bezeichnet.

## Vorgeschichte
Die Weltwirtschaftskrise nach dem Börsenkrach 1929 hatte auch die Berufsgruppe der Schauspieler und andere Theaterleute in Bedrängnis gebracht. Wilhelm Karl Gerst, Mitbegründer und Leiter des katholischen Bühnenvolksbundes, suchte damals ein neues Medienformat, bei welchem Leute vom Fach und Laien gemeinsam dramatisches Geschehen öffentlich gestalten sollten. Damit hoffte er nicht nur den arbeitslosen Bühnenkünstlern eine neue Existenzmöglichkeit zu eröffnen, sondern auch mit geeigneten Werken auf die öffentliche Meinung einzuwirken. Nach dem Vorbild von Schillers „Bühne als moralische Anstalt“ sollte das gemeinsam gestaltete und erlebte dramatische Geschehen alle Teilnehmer (auf der Bühne, dahinter und davor) emotional, moralisch und politisch engagieren, ihre Gesinnung festigen oder sogar umstimmen.
1931 organisierte Gerst den „Reichsausschuß für deutsche Volksschauspiele“ und gewann viele Theaterautoren zur Mitarbeit. Der nächste Schritt war am 22. Dezember 1932 die Gründung des „Reichsbundes zur Förderung der Freilichtspiele e. V.“. Der Verein wurde sieben Tage vor der Machtergreifung ins Vereinsregister eingetragen.

## Beginn
Nach der Machtergreifung vermittelte der Schauspieler Otto Laubinger, überzeugter Nationalsozialist, dass der Reichsminister für Volksaufklärung und Propaganda die junge Vereinigung anerkannte. Damit war der Reichsbund einerseits unter den Schutz des RMVP gestellt, andererseits aber dessen Einfluss ausgesetzt.
Der Dichterkreis des Reichsbundes hatte nach ursprünglicher Planung Autoren verschiedenster Herkünfte und Ausrichtungen umfassen sollen. In einer Aufstellung vom Juli 1933 werden folgende Namen genannt:
| - Fred Angermayer - Otto Anthes - Max Barthel - Peter Bauer - Guido Brandt - Dietzenschmidt - Kasimir Edschmid - Herbert Eulenberg - Karl von Felner - Oskar Maurus Fontana | - Hans Franck - Wolfgang Goetz - Franz Graetzer - Paul Gurk - Rudolf Henz - Kurt Heynicke - Ödön von Horváth - Heinrich Köhler - Peter Martin Lampel - Max Mell | - Walter von Molo - Fred Neumeyer - Alfons Paquet - Hans José Rehfisch - Wilhelm Schmidtbonn - Bruno Schönlank - Wilhelm von Scholz - Friedrich Schreyvogel - Fritz Schwiefert - Ernst Leopold Stahl | - Heinz Steguweit - Robert Adolf Stemmle - Ernst Toller - Franz Johannes Weinrich - Leo Weismantel - Berthold Withalm - Carl Zuckmayer |

Für die amtliche Mitteilung des Reichsbundes im November 1933 wurde die Liste auf mehr als fünfzig Namen verlängert. Einerseits wurden dem Regime missliebige Autoren ausgeschlossen, andererseits ließ Gerst gerade gefährdete Autoren zu deren Schutz in den Dichterkreis berufen, ohne dass das Propagandaministerium sie vorher hatte prüfen können (bezeichnend für die unübersichtlichen Auseinandersetzungen der Anfangszeit des Naziregimes).
Die großzügige Planung vieler Thingstätten wurde Teil der nationalsozialistischen Neugestaltung des deutschen Kulturlebens. Dies half die Massenarbeitslosigkeit abzubauen und trug so mittelbar zum anfänglichen Erfolg des Kabinetts Hitler bei. Als Mitarbeiter Laubingers gewann Gerst sehr viele Stadtverwaltungen dazu, Grundstücke für Thingstätten bereitzustellen und den Ausbau zu planen. Gerst, ursprünglich selbst Architekt von Beruf, empfahl den Städten als örtliche Gestalter arbeitslose, meist junge Architekten und verschaffte diesen so ergiebige Aufträge.

## Erfolg
An damals veranstalteten Thingspielen wirkten oft hunderte Schauspieler mit, manchmal sogar tausende. So wurde im Oktober 1933 in Berlin-Grunewald ein Thingspiel aufgeführt, zu dem nicht weniger als 17.000 SA-Männer als Komparsen kommandiert waren. Anwesend waren 60.000 Zuschauer. In traditionellen Theatern konnten solche Stücke nicht aufgeführt werden.

## Spielstätten
Es bedurfte neuer Aufführungsstätten, deren Dimensionen an Freilicht-Amphitheater erinnerten. Bis zu 400 Thingplätze waren in Planung, etwa 60 wurden als Teil der Thingbewegung im 20. Jahrhundert errichtet. Eine der bekanntesten Aufführungsstätten war die Berliner Waldbühne. Die Planung von Thingstätten im ganzen Reich hatte Gerst übermäßig in Gang gesetzt. Längst nicht alle Vorhaben konnten ausgeführt werden. So konnten unerwartete Schwierigkeiten des Geländes oder der Bodenbeschaffenheit den Ausbau wesentlich verzögern oder sogar im Ganzen gefährden. Von 1936 an wurden als Thingplätze geplante Örtlichkeiten nur dann weiter ausgebaut, wenn die städtischen Fremdenverkehrsämter sich dafür einsetzten.

## Themen und Traditionen
In die Thingspiele gingen literarische Traditionen ein, wie die der mittelalterlichen Mysterienspiele, der barocken Festspiele oder auch des in der Weimarer Republik gespielten proletarischen Agitprop-Theaters. An Massenszenen hatte das Publikum aktiv teilzunehmen. Mit allegorischen Gestalten, mit Chören und Chorgruppen, mit Mikrofonen und Beleuchtungseffekten wurden die herkömmlichen Grenzen zwischen Podium und Publikum aufgehoben, um ein Gemeinschaftserlebnis herzustellen. Dieses sollte alle Beteiligten emotional mobilisieren und ihnen die Ideologie der Volksgemeinschaft vermitteln. Die Inszenierung der Reichsparteitage als Massentheater entsprachen dieser planvoll ästhetisierten, sie gleichsam als völkisches Gesamtkunstwerk begreifenden Show.
Als Thema hatten die Thingspiele immer die deutsche Geschichte, besonders die Geschichte von 1918 bis zur Machtübernahme der Nationalsozialisten 1933. Gezeigt wurde, wie „das Volk“ (vorgestellt wie der Chor im altgriechischen Theater) politisch „handelte“. Nur wenige Spieler hatten Einzelrollen, darunter auch die Chorführer. Das bekannteste und meistgespielte Thingspiel war das Frankenburger Würfelspiel von Eberhard Wolfgang Möller aus dem Jahr 1936, es wurde bei den Olympischen Sommerspielen 1936 aufgeführt. Ein anderer bekannter Thingspielautor war Gustav Goes mit seinem Stück Aufbricht Deutschland! Ein Stadionspiel der nationalen Revolution. Außerdem wirkten Richard Euringer, Kurt Heynicke und Karl Springenschmid als Thingspiel-Autoren.

## Niedergang
Entsprechend seiner grundsätzlich links-katholischen Gesinnung hatte Gerst gleichgesinnte Autoren zunächst in den Reichsausschuss, später in den Reichsbund einbezogen und suchte diese Kräfte in der Organisation zu halten in der Hoffnung, ihre politische Einstellung werde in ihren Dramen-Entwürfen Wirkung erlangen. Die tatsächlich geschaffenen Kunstwerke entsprachen aber nicht dieser Erwartung.
Hinzu kam, dass mit der Säuberungswelle von 1934 die politische Entwicklung der NSDAP und damit des Reiches in eine neue Phase eingetreten war. Die sozialistische Komponente wurde schwächer, die nationalistische nahm zu.
Im Oktober 1935 starb Otto Laubinger, Gerst wurde entlassen, echte Nationalsozialisten traten an ihre Stelle. Es erging die Sprachregelung, dass Begriffe wie Thing nicht in Verbindung mit parteipolitischen Veranstaltungen oder staatlichen Unternehmungen verwendet werden durften. Soweit Thingstätten erfolgreich waren, mussten sie fortan als Freilichtbühnen bezeichnet werden. Ohne die Förderung durch die Partei führten Thingspiele nach 1936 nur noch ein Schattendasein bei der Hitlerjugend und in eher sektiererischen Splittergruppen innerhalb der NSDAP wie bei den Artamanen. Sie blieben im NS-Staat letztlich zeitlich begrenzte, singuläre Ereignisse.
Propagandaminister Joseph Goebbels sah in Film und Radio wesentlich wirksamere Möglichkeiten der Massenbeeinflussung als in den plakativ überladenen Thingspielen. Er meinte zu erkennen, dass solche Veranstaltungen der „Bewegung“ eher schadeten, weil man sie womöglich als Kult durchschauen könnte. Er erkannte, dass vom Volk – anstelle der Thingspiele – die Rituale der NS-Partei in den eingeführten Medienformaten viel wirksamer als politische Wirklichkeit wahrgenommen wurden: Fackelzüge, Führerreden und Kundgebungen, Reichsparteitag, Reichsbauerntag, der jährliche Appell vor der Feldherrnhalle, die Sammlungen für das Winterhilfswerk, schon 1933 die Bücherverbrennungen und vieles andere. Das Volk sollte diese Ereignisse nicht als kultische Handlungen erkennen, eben weil sie genau das waren.